# Letonia en el Festival de la Canción de Eurovisión 2022
Letonia participó en el LXVI Festival de la Canción de Eurovisión, que se celebró en Turín, Italia del 10 al 14 de mayo de 2022, tras la victoria de Måneskin con la canción «Zitti e buoni». La Latvijas Televizija (Televisión Letona en español), encargada de la participación letona en el festival, decidió mantener el formato de selección tradicional, organizando el Supernova para elegir al representante letón en Eurovisión. El festival celebrado durante 2 fines de semana entre el 5 y el 12 de febrero de 2022, dando como ganadores al grupo Citi Zēni con el tema pop «Eat your salad».
Pasando completamente desapercibida por las casas de apuestas, en el concurso Letonia compitió en la primera semifinal, siendo eliminada tras obtener la decimocuarta posición con un total de 55 puntos.

## Historia de Letonia en el Festival
Letonia es uno de los países de Europa del Este que se fueron uniendo al festival desde 1993 después de la disolución de la Unión Soviética. Letonia comenzó a concursar en 2000, con el grupo Brainstorm y la canción «My Star» finalizando en una notable tercera posición. Desde entonces el país ha concursado en 21 ocasiones, logrando vencer en una ocasión el festival: en 2002 con la cantante Marie N y la canción pop con toques de salsa «I wanna». Además de 2000 y 2002, Letonia ha logrado colocarse en una ocasión más dentro de los mejores 5: un 5° lugar en 2005 de Walters & Kazha. A pesar de esos resultados, Letonia actualmente es considerado como el país menos exitoso del festival: desde 2009 el país báltico solo se ha clasificado dos veces de 12 semifinales en las que ha participado, posicionándose en último lugar de la semifinal en 5 ocasiones.
En 2021, la cantante Samanta Tīna, no clasificó a la final terminando en decimoséptima posición con 14 puntos en la semifinal 2, con el tema «The moon is rising».

## Representante para Eurovisión

### Supernova 2022
Letonia confirmó su participación en el Festival de Eurovisión 2022 en agosto de 2021, confirmando la organización de la tradición final nacional «Supernova». La LTV abrió un periodo de recepción de las canciones entre el 7 de octubre y el 7 de diciembre de 2021, habiéndose recibido 130 canciones. El 4 de enero de 2022 se presentaron a los 16 participantes confirmados y los nombres de las canciones. Un día después del anuncio fueron publicadas las 16 canciones; así mismo se confirmó que un decimoséptimo semifinalista sería seleccionado por medio de una votación pública en línea entre diez opciones.

#### Jurado
El jurado consistió de 7 miembros, presentados el 16 de mayo de 2022, una vez terminado el festival de Eurovisión de 2022.
- Anna Platpīre – Editor de contenido LTV
- Māris Mihelsons – Músico
- Laura Jēkabsone – Compositor y cantante
- Toms Grēviņš – Presentador de televisión y radio, DJ
- Iļja Lagutenko – Músico
- Nicolau Tudela – Director artístico de TV
- Julian Guiterrez – Director de TV

#### Candidaturas
Una votación en línea fue abierta el 10 de enero de 2022 entre diez opciones, de las cuales la más votada recibiría un lugar dentro de la semifinal. La votación permaneció abierta hasta el 14 de enero siendo declarado ganador Miks Galvanovskis con el tema «I'm Just a Sinner».
| Votación Online              | Votación Online                             | Votación Online                                   |
| Artista(s)                   | Canción                                     | Compositor(es)                                    |
| ---------------------------- | ------------------------------------------- | ------------------------------------------------- |
| Antra Stafecka & Atis Ieviņš | «Call The Lights» («Llama a las luces»)     | Antra Stafecka, Atis Ieviņš, Oskars Deigelis      |
| Dārta Stepanova              | «Brīnumzeme» («Mundo maravilloso»)          | Valters Pūce, Patrīcija Ksenija Cuprijanoviča     |
| Edvards Strazdiņš            | «Open Road» («Camino abierto»)              | Edvards Strazdiņš, Kerija Hauptmane               |
| Katrīna Dimanta              | «My Voice» («Mi voz»)                       | Katrīna Dimanta, Reinis Briģis                    |
| Marta Ritova                 | «Let Me Go» («Déjame ir»)                   | Marta Ritova, Armands Varslavāns                  |
| Mārtiņš Strods               | «One More Time» («Una vez más»)             | Mārtiņš Strods, Evija Smagare                     |
| Miks Galvanovskis            | «I'm Just a Sinner» («Solo soy un pecador») | Miks Galvanovskis, Reinis Briģis                  |
| Rihards Bērziņš              | «1+1» («1+1»)                               | Rihards Bērziņš                                   |
| Tētis                        | «Labākie Vārdi» («Las mejores palabras»)    | Nauris Brikmanis, Valters Osis                    |
| Toms Kalderauskis            | «Naked Smile» («Sonrisa desnuda»)           | Liene Stūrmane, Kaspars Ansons, Toms Kalderauskis |

| Artista(s)        | Canción                                                        | Compositor(es)                                                                                      |
| ----------------- | -------------------------------------------------------------- | --------------------------------------------------------------------------------------------------- |
| Aminata           | «I'm Letting You Go» («Te estoy dejando ir»)                   | Aminata Savadogo                                                                                    |
| Beatrise Heislere | «On The Way Home» («En el camino a casa»)                      | Edvards Grieze, Beatrise Heislere                                                                   |
| Bermudu Divstūris | «Bad» («Malo»)                                                 | Marats Ogļezņevs                                                                                    |
| Bujāns            | «He, She, You & Me» («El, ella, tu y yo»)                      | Intars Busulis, Reinis Sējāns, Marts Pujāts, Jānis Šipkēvics                                        |
| Citi Zēni         | «Eat Your Salad» («Come tu ensalada»)                          | Roberts Memmēns, Jānis Pētersons, Dagnis Roziņš, Jānis Jačmenkins                                   |
| Elīna Gluzunova   | «Es Pabiju Tur» («Me quedé ahí»)                               | Jānis Šipkēvics, Marts Pujāts                                                                       |
| Inspo             | «A Happy Place» («Un lugar feliz»)                             | Nadīna Stirniniece, Aivars Lietaunieks                                                              |
| Katō              | «Promises» («Promesas»)                                        | Kaspars Ansons, Anna Zankovska                                                                      |
| Linda Rušeniece   | «Pay My Own Bills» («Paga mis propias deudas»)                 | Ralfs Eilands, Rūdolfs Ozols, Valters Sprūdžs                                                       |
| Markus Riva       | «If You're Gonna Love Me» («Si vas a amarme»)                  | Markus Riva                                                                                         |
| Mēs Jūs Mīlam     | «Rich Itch» («Rico»)                                           | Rūdolfs Ozols, Valters Sprūdžs, Ralfs Eilands                                                       |
| Miks Dukurs       | «First Love» («Primer amor»)                                   | Miks Dukurs                                                                                         |
| Miks Galvanovskis | «I'm Just a Sinner» («Solo soy un pecador»)                    | Miks Galvanovskis, Reinis Briģis                                                                    |
| Patriks Peterson  | «Can't Get You Outta My Head» («No puedo sacarte de mi mente») | Elviss Pētersons                                                                                    |
| Raum              | «Plans» («Planes»)                                             | Daniel Levi Viinalass, Reinis Straume, Arnis Račinskis                                              |
| The Coco'nuts     | «In And Out Of The Dark» («Dentro y fuera de la oscuridad»)    | Marija Valmiera, Pēteris Narubins, Toms Valmiers, Monta Kurme, Benijs Zeltkalis, Artūrs Strautmanis |
| Zelma             | «How» («Como»)                                                 | Arturs Liede, Andrjus Jaņuns, Arta Zelma Jēgere                                                     |

#### Semifinal
La semifinal tuvo lugar en los estudios de la LTV en Riga el 5 de febrero de 2022 siendo presentado por Ketija Šēnberga y Lauris Reiniks. Las 17 canciones compitieron por 10 pases a la final por medio de una única ronda de votación a 50% jurado profesional y 50% televoto. El 10 de febrero de 2022, la LTV anunció que Miks Duruks recibió un pase extra a la final después de los problemas técnicos que influyeron en su votación en la semifinal.
| N.º | Artista           | Canción                       | Resultado |
| --- | ----------------- | ----------------------------- | --------- |
| 1   | Citi Zēni         | «Eat Your Salad»              | Finalista |
| 2   | Miks Dukurs       | «First Love»                  | Wildcard  |
| 3   | Linda Rušeniece   | «Pay My Own Bills»            | Finalista |
| 4   | Elīna Gluzunova   | «Es Pabiju Tur»               | Finalista |
| 5   | Raum              | «Plans»                       | Finalista |
| 6   | Patriks Peterson  | «Can't Get You Outta My Head» | Eliminado |
| 7   | Mēs Jūs Mīlam     | «Rich Itch»                   | Finalista |
| 8   | Katō              | «Promises»                    | Eliminado |
| 9   | Miks Galvanovskis | «I'm Just a Sinner»           | Finalista |
| 10  | Markus Riva       | «If You're Gonna Love Me»     | Eliminado |
| 11  | The Coco'nuts     | «In And Out Of The Dark»      | Eliminado |
| 12  | Aminata           | «I'm Letting You Go»          | Finalista |
| 13  | Bermudu Divstūris | «Bad»                         | Finalista |
| 14  | Beatrise Heislere | «On The Way Home»             | Eliminada |
| 15  | Zelma             | «How»                         | Eliminada |
| 16  | Bujāns            | «He, She, You & Me»           | Finalista |
| 17  | Inspo             | «A Happy Place»               | Finalista |

#### Final
La final tuvo lugar en los estudios de la LTV en Riga el 12 de febrero de 2022 siendo presentado por Ketija Šēnberga y Lauris Reiniks. Participaron los 11 temas ganadores de la semifinal, sometidos a una única ronda de votación al 50% del jurado profesional y 50% del televoto. Tras las votaciones, fueron declarados ganadores Citi Zēni con el tema «Eat Your Salad», compuesto por los propios miembros de la banda tras obtener la máxima puntuación del jurado profesional y el televoto.
| N.º | Artista           | Canción              | Jurado | Televoto | Televoto | Lugar | Puntos |
| N.º | Artista           | Canción              | Jurado | Votos    | Puntos   | Lugar | Puntos |
| --- | ----------------- | -------------------- | ------ | -------- | -------- | ----- | ------ |
| 1   | Miks Dukurs       | «First Love»         | 0      | 2,116    | 0        | 11    | 0      |
| 2   | Raum              | «Plans»              | 5      | 3,486    | 2        | 9     | 7      |
| 3   | Linda Rušeniece   | «Pay My Own Bills»   | 6      | 3,394    | 1        | 10    | 7      |
| 4   | Bermudu Divstūris | «Bad»                | 2      | 24,216   | 6        | 7     | 8      |
| 5   | Miks Galvanovskis | «I'm Just a Sinner»  | 7      | 16,060   | 5        | 4     | 12     |
| 6   | Bujāns            | «He, She, You & Me»  | 3      | 38,924   | 10       | 3     | 13     |
| 7   | Elīna Gluzunova   | «Es Pabiju Tur»      | 8      | 3,572    | 3        | 5     | 11     |
| 8   | Citi Zēni         | «Eat Your Salad»     | 12     | 50,566   | 12       | 1     | 24     |
| 9   | Inspo             | «A Happy Place»      | 4      | 6,432    | 4        | 8     | 8      |
| 10  | Mēs Jūs Mīlam     | «Rich Itch»          | 1      | 26,692   | 7        | 6     | 8      |
| 11  | Aminata           | «I'm Letting You Go» | 10     | 30,983   | 8        | 2     | 18     |

## En Eurovisión
De acuerdo a las reglas del festival, todos los concursantes iniciaron desde las semifinales, a excepción del anfitrión (en este caso, Italia) y el Big Five compuesto por Alemania, España, Francia, la misma Italia y Reino Unido. En el sorteo realizado el 25 de enero de 2022, Letonia fue sorteada en la primera semifinal del festival. En este mismo sorteo, se determinó que participaría en la primera mitad de la semifinal (posiciones 1-9). Semanas después, ya conocidos los artistas y sus respectivas canciones participantes, la producción del programa dio a conocer el orden de actuación, determinando que el país participaría en la segunda posición, precedida por Albania y seguida de Lituania.
Los comentarios para Letonia corrieron por séptima ocasión en la historia por parte de Toms Grēviņš, que fue acompañado por Lauris Reiniks. La portavoz de la votación del jurado profesional griego fue la cantante y participante en el festival de Eurovisión del año anterior por Letonia, Samanta Tīna.

### Semifinal 1

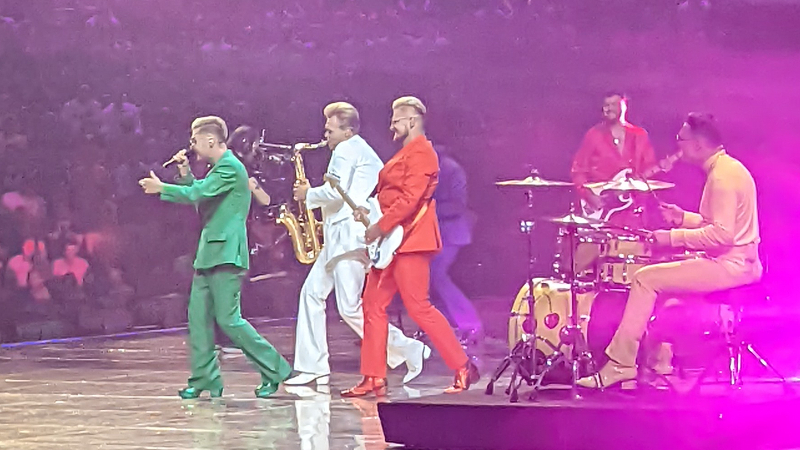
Citi Zēni durante la primera semifinal.

Citi Zēni tomó parte de los ensayos los días 30 de abril y 4 de mayo así como de los ensayos generales con vestuario de la primera semifinal los días 9 y 10 de mayo. El ensayo general de la tarde del 9 fue tomado en cuenta por los jurados profesionales para emitir sus votos, que representaron el 50% de los puntos. Letonia se presentó en la posición 2, detrás de Lituania y por delante de Albania.
La actuación letona tuvo los seis miembros actuando sobre el escenario, vestidos con trajes de un solo color de los vegetales: morado, rojo, naranja, blanco, amarillo y verde. La iluminación del escenario se mantuvo predominantemente en color morado con el arco haciendo juegos de luces en color blanco. El vocalista del grupo estuvo constantemente interactuando con el público y la cámara, con la pantalla led mostrando imágenes de frutas y verduras cayendo y finalizando la actuación con un plano general de los miembros de la banda mientras detrás se mostraba el título de la canción: "EAT YOUR SALAD"
Al final del show, Letonia no fue anunciada como uno de los países clasificados para la gran final. Los resultados revelados una vez terminado el festival, posicionaron a Letonia en 14° lugar de la semifinal con un total de 55 puntos, habiendo obtenido la undécima posición del jurado profesional con 39 puntos (incluyendo la máxima puntuación de Portugal) y el 15° lugar del televoto con 16 puntos.

### Votación

#### Puntuación a Letonia

##### Semifinal 1
| Jurado     | Jurado                         | Jurado                 | Jurado                       | Jurado                         |
| 12 puntos  | 10 puntos                      | 8 puntos               | 7 puntos                     | 6 puntos                       |
| ---------- | ------------------------------ | ---------------------- | ---------------------------- | ------------------------------ |
| - Portugal |                                |                        |                              |                                |
| 5 puntos   | 4 puntos                       | 3 puntos               | 2 puntos                     | 1 punto                        |
|            | - Grecia - Islandia - Moldavia | - Bulgaria - Eslovenia | - Armenia - Lituania - Suiza | - Austria - Dinamarca - Italia |
| Televoto   |                                |                        |                              |                                |
| 12 puntos  | 10 puntos                      | 8 puntos               | 7 puntos                     | 6 puntos                       |
|            | - Lituania                     |                        |                              |                                |
| 5 puntos   | 4 puntos                       | 3 puntos               | 2 puntos                     | 1 punto                        |
| - Ucrania  |                                |                        |                              | - Países Bajos                 |

#### Votación realizada por Letonia
| Puntos    | Jurado       | Televoto     |
| --------- | ------------ | ------------ |
| 12 puntos | Ucrania      | Ucrania      |
| 10 puntos | Grecia       | Lituania     |
| 8 puntos  | Islandia     | Moldavia     |
| 7 puntos  | Noruega      | Noruega      |
| 6 puntos  | Dinamarca    | Portugal     |
| 5 puntos  | Portugal     | Islandia     |
| 4 puntos  | Suiza        | Armenia      |
| 3 puntos  | Países Bajos | Países Bajos |
| 2 puntos  | Armenia      | Dinamarca    |
| 1 punto   | Lituania     | Austria      |

| Puntos    | Jurado       | Televoto    |
| --------- | ------------ | ----------- |
| 12 puntos | Ucrania      | Ucrania     |
| 10 puntos | Suecia       | Lituania    |
| 8 puntos  | Reino Unido  | Estonia     |
| 7 puntos  | Grecia       | Moldavia    |
| 6 puntos  | Portugal     | Suecia      |
| 5 puntos  | Noruega      | Noruega     |
| 4 puntos  | Países Bajos | España      |
| 3 puntos  | Suiza        | Reino Unido |
| 2 puntos  | Australia    | Serbia      |
| 1 punto   | Lituania     | Finlandia   |

##### Desglose
El jurado letón estuvo compuesto por:
- Anna Platpire
- Girts Lusis
- Ikars Ruņģis
- Kaspars Ansons
- Laura Jēkabsone

| Semifinal 1 | Semifinal 1  | Semifinal 1                | Semifinal 1                | Semifinal 1                | Semifinal 1                | Semifinal 1                | Semifinal 1                | Semifinal 1                | Semifinal 1                | Semifinal 1                |
| N.º         | País         | Jurado                     | Jurado                     | Jurado                     | Jurado                     | Jurado                     | Jurado                     | Jurado                     | Televoto                   | Televoto                   |
| N.º         | País         | Jurado A                   | Jurado B                   | Jurado C                   | Jurado D                   | Jurado E                   | Clasificación              | Puntos                     | Clasificación              | Puntos                     |
| ----------- | ------------ | -------------------------- | -------------------------- | -------------------------- | -------------------------- | -------------------------- | -------------------------- | -------------------------- | -------------------------- | -------------------------- |
| 01          | Albania      | 16                         | 16                         | 16                         | 15                         | 15                         | 16                         |                            | 16                         |                            |
| 02          | Letonia      | -------------------------- | -------------------------- | -------------------------- | -------------------------- | -------------------------- | -------------------------- | -------------------------- | -------------------------- | -------------------------- |
| 03          | Lituania     | 13                         | 10                         | 5                          | 4                          | 7                          | 10                         | 1                          | 2                          | 10                         |
| 04          | Suiza        | 2                          | 9                          | 7                          | 7                          | 8                          | 7                          | 4                          | 11                         |                            |
| 05          | Eslovenia    | 12                         | 15                         | 6                          | 13                         | 13                         | 12                         |                            | 12                         |                            |
| 06          | Ucrania      | 9                          | 1                          | 1                          | 1                          | 6                          | 1                          | 12                         | 1                          | 12                         |
| 07          | Bulgaria     | 15                         | 14                         | 14                         | 12                         | 11                         | 15                         |                            | 15                         |                            |
| 08          | Países Bajos | 8                          | 8                          | 4                          | 11                         | 3                          | 8                          | 3                          | 8                          | 3                          |
| 09          | Moldavia     | 14                         | 13                         | 15                         | 14                         | 10                         | 14                         |                            | 3                          | 8                          |
| 10          | Portugal     | 6                          | 7                          | 9                          | 2                          | 9                          | 6                          | 5                          | 5                          | 6                          |
| 11          | Croacia      | 10                         | 11                         | 11                         | 10                         | 4                          | 11                         |                            | 14                         |                            |
| 12          | Dinamarca    | 3                          | 5                          | 8                          | 3                          | 12                         | 5                          | 6                          | 9                          | 2                          |
| 13          | Austria      | 11                         | 12                         | 12                         | 16                         | 14                         | 13                         |                            | 10                         | 1                          |
| 14          | Islandia     | 1                          | 6                          | 13                         | 8                          | 2                          | 3                          | 8                          | 6                          | 5                          |
| 15          | Grecia       | 5                          | 4                          | 2                          | 5                          | 1                          | 2                          | 10                         | 13                         |                            |
| 16          | Noruega      | 4                          | 2                          | 3                          | 6                          | 16                         | 4                          | 7                          | 4                          | 7                          |
| 17          | Armenia      | 7                          | 3                          | 10                         | 9                          | 5                          | 9                          | 2                          | 7                          | 4                          |

| Final | Final           | Final    | Final    | Final    | Final    | Final    | Final         | Final  | Final         | Final    |
| N.º   | País            | Jurado   | Jurado   | Jurado   | Jurado   | Jurado   | Jurado        | Jurado | Televoto      | Televoto |
| N.º   | País            | Jurado A | Jurado B | Jurado C | Jurado D | Jurado E | Clasificación | Puntos | Clasificación | Puntos   |
| ----- | --------------- | -------- | -------- | -------- | -------- | -------- | ------------- | ------ | ------------- | -------- |
| 01    | República Checa | 23       | 7        | 12       | 13       | 14       | 16            |        | 24            |          |
| 02    | Rumania         | 24       | 25       | 22       | 24       | 25       | 25            |        | 20            |          |
| 03    | Portugal        | 8        | 3        | 5        | 11       | 5        | 5             | 6      | 11            |          |
| 04    | Finlandia       | 19       | 13       | 21       | 20       | 22       | 22            |        | 10            | 1        |
| 05    | Suiza           | 7        | 20       | 2        | 16       | 15       | 8             | 3      | 21            |          |
| 06    | Francia         | 12       | 23       | 23       | 25       | 16       | 20            |        | 14            |          |
| 07    | Noruega         | 20       | 11       | 3        | 1        | 13       | 6             | 5      | 6             | 5        |
| 08    | Armenia         | 9        | 14       | 10       | 19       | 6        | 13            |        | 16            |          |
| 09    | Italia          | 6        | 21       | 15       | 6        | 10       | 11            |        | 13            |          |
| 10    | España          | 17       | 2        | 13       | 21       | 23       | 12            |        | 7             | 4        |
| 11    | Países Bajos    | 4        | 8        | 14       | 8        | 9        | 7             | 4      | 12            |          |
| 12    | Ucrania         | 1        | 1        | 6        | 3        | 1        | 1             | 12     | 1             | 12       |
| 13    | Alemania        | 15       | 12       | 11       | 9        | 8        | 14            |        | 19            |          |
| 14    | Lituania        | 10       | 10       | 19       | 4        | 12       | 10            | 1      | 2             | 10       |
| 15    | Azerbaiyán      | 22       | 9        | 18       | 17       | 7        | 17            |        | 22            |          |
| 16    | Bélgica         | 21       | 24       | 16       | 10       | 19       | 19            |        | 23            |          |
| 17    | Grecia          | 5        | 6        | 9        | 5        | 2        | 4             | 7      | 25            |          |
| 18    | Islandia        | 13       | 19       | 7        | 15       | 11       | 15            |        | 17            |          |
| 19    | Moldavia        | 18       | 15       | 24       | 23       | 20       | 23            |        | 4             | 7        |
| 20    | Suecia          | 2        | 4        | 8        | 2        | 4        | 2             | 10     | 5             | 6        |
| 21    | Australia       | 14       | 5        | 4        | 14       | 21       | 9             | 2      | 18            |          |
| 22    | Reino Unido     | 3        | 17       | 1        | 7        | 3        | 3             | 8      | 8             | 3        |
| 23    | Polonia         | 16       | 18       | 20       | 18       | 17       | 21            |        | 15            |          |
| 24    | Serbia          | 25       | 22       | 25       | 22       | 24       | 24            |        | 9             | 2        |
| 25    | Estonia         | 11       | 16       | 17       | 12       | 18       | 18            |        | 3             | 8        |